# 空间分集

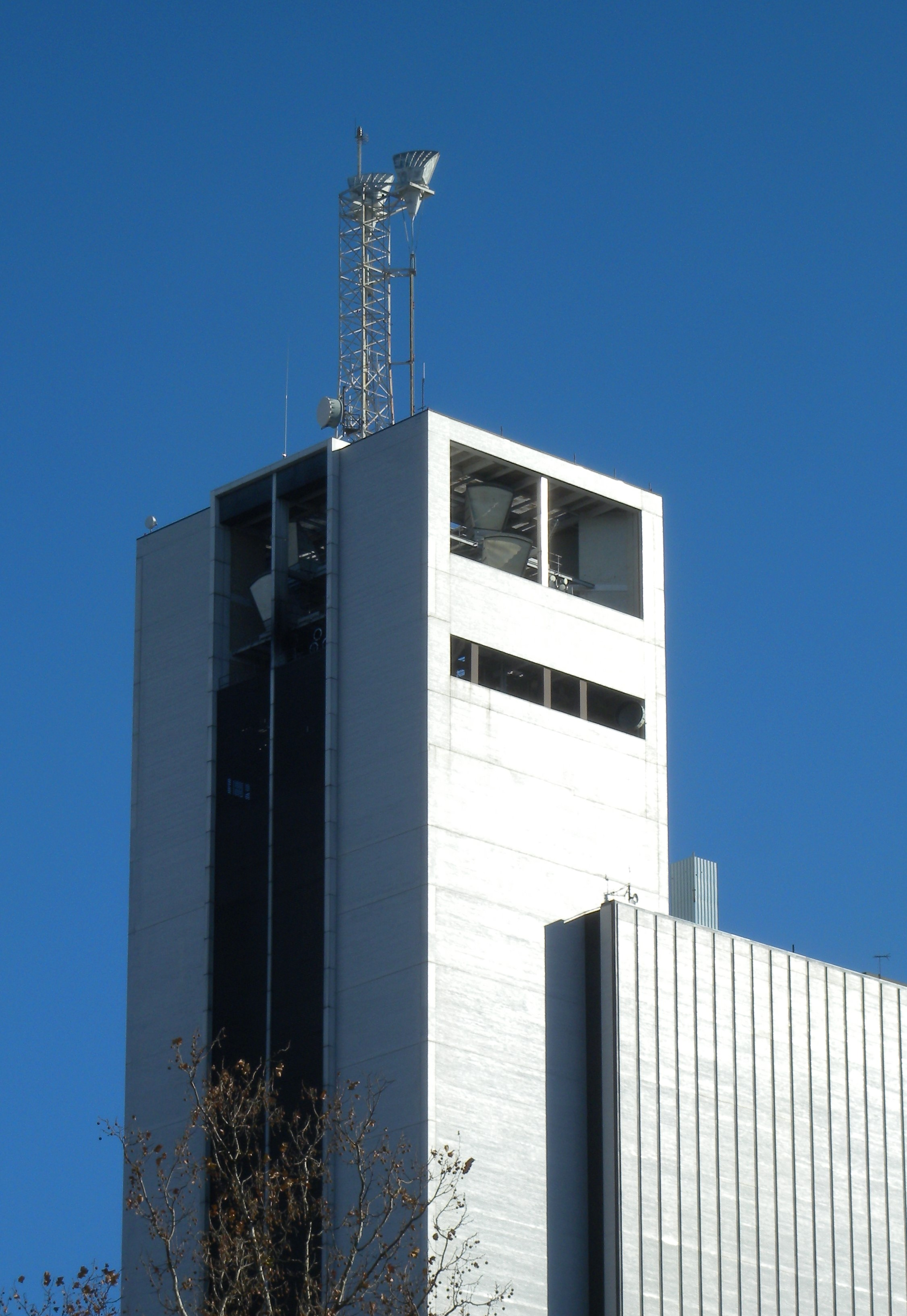
在一個陽光明媚的傍晚，從第 10 大道 811 號的第 11 大道向東北方向看，原來的 Hogg 天線和後來的天線安裝得更高，用於威徹斯特/康涅狄格鏈路上的天線分集抗衰減。

空间分集（英語：space diversity）也叫天线分集（英語：antenna diversity），是一种在发射端或（和）接收端安装多根不同位置的天线的分集技术。若这些天线的距离足够大，则电磁波受到衰落的影响就相互独立。
一个详细的空间分集的分集改善系数计算公式：
其中 {\displaystyle d\,\!} 为站距（km），{\displaystyle F\,\!} 为无分集时衰落深度（dB），{\displaystyle f\,\!} 为工作频率（GHz），{\displaystyle V=|G_{1}-G_{2}|\,\!}，{\displaystyle G_{1}\,\!} 和 {\displaystyle G_{2}\,\!}  为两个空间分集天线的增益（dB），{\displaystyle P_{t}\,\!} 为衰落因子，{\displaystyle S\,\!} 为分集接收天线间的垂直距离（m）。